# Hylaeus altaicus
Hylaeus altaicus (лат.) — вид одиночных пчёл рода Hylaeus из семейства Colletidae.

## Распространение
Монголия и Россия: Алтайская Республика, Тува, Иркутская область, Забайкальский край.

## Описание
Мелкие одиночные почти неопушенные пчёлы, длина около 6 мм; тело в основном чёрного цвета с белым или жёлтым рисунком на голове, груди и ногах. Отличаются следующими признаками: окологлазничные пятна жёлтые; клипеус спереди желтовато-коричневый; первый тергит плотно пунктированный; задняя часть проподеума округлая. Биология малоисследована. Предположительно, как и близкие виды, гнездятся в сухих ветвях, пыльцу переносят в зобике, так как не имеют специального пыльцесобирательного аппарата.